# Roberto Vieri

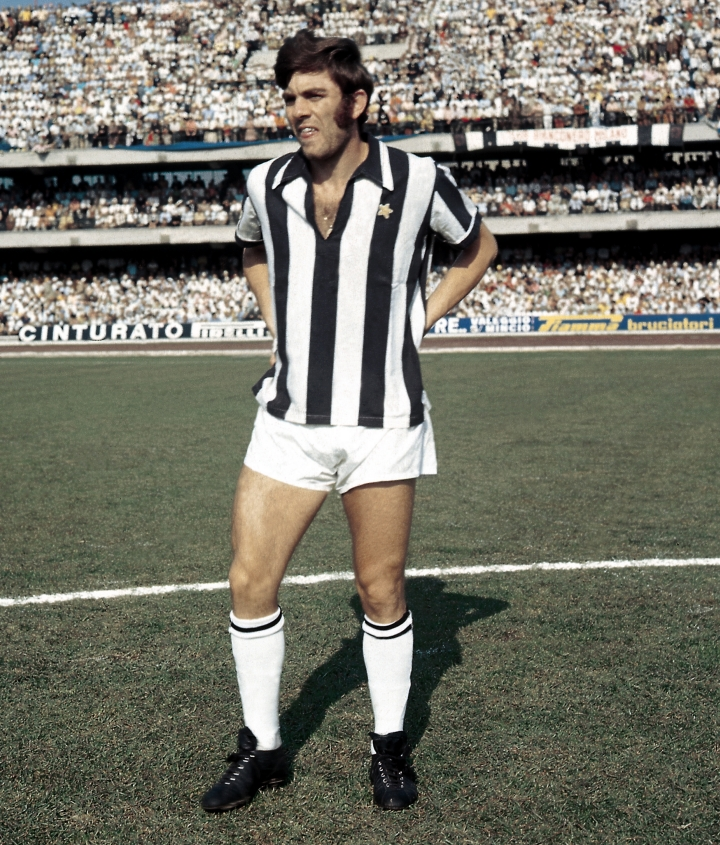
Roberto Vieri in 1969

Roberto Bob Vieri (Prato, 14 februari 1946) is een voormalig Italiaans profvoetballer. Hij is de vader van Christian en Massimiliano Vieri, die beiden ook profvoetballer zijn.
Vieri speelde als aanvaller voor AC Prato (1964-1966), Sampdoria (1966-1969), Juventus (1969-1970), AS Roma (1970-1972), Bologna FC (1972-1977) en het Australische Marconi Fairfield (1977-1982).   